# Sztynort
Sztynort (Duits: Groß Steinort) is een dorp in de Poolse woiwodschap Ermland-Mazurië. De plaats maakt deel uit van de gemeente Węgorzewo en telt 170 inwoners.

## Sport en recreatie
- Door deze plaats loopt de Europese wandelroute E11. De E11 loopt van Den Haag naar het oosten, op dit moment de grens Polen/Litouwen. Ter plaatse komt de route van het westen van Radzieje via het łabap-meer en vervolgt in noordoostelijke richting via het Dargiń-meer naar Harsz.